# Loulou (hond)
Loulou (Beveren, 1990 - Schoten, 2004) was een Vlaamse hond-acteur die bekend werd door haar rol in De Familie Backeljau.
Zij was de Welsh terriër die in de sitcom De Familie Backeljau de rol van Blacky (een reu) vertolkte. 
Zij vertolkte ook reeds een dubbelrol, als de vriendin van Blacky, genaamd Queeny. Met haar natuurlijke acteertechniek stal Loulou als Blacky steeds de show. Zij beschikte tevens over de vaardigheid zich tientallen meters op de achterpoten te verplaatsen alsook over een indrukwekkende garderobe. 
Haar levenswerk werd vastgelegd op dvd, de dvd-box: De Familie Backeljau Compleet.

## Trivia
Loulou was in het echte leven de hond van Luk Wyns en Mitta Van der Maat. 